# Euschmidtia somereni
Euschmidtia somereni är en insektsart som beskrevs av Marius Descamps 1964. Euschmidtia somereni ingår i släktet Euschmidtia och familjen Euschmidtiidae. Inga underarter finns listade i Catalogue of Life.